# Віслочок
Віслочок (пол. Wisłoczek) або Вислічок — село північної Лемківщини в Польщі, у гміні Риманів Кросненського повіту Підкарпатського воєводства. Розташоване за два кілометри на північ від містечка Романів, центру однойменної гміни. Населення — 163 особи (2011).

## Історія
Закріпачене українським шляхтичем Івонею з Гораї наприкінці XIV століття, ймовірно 1391 року. Село спершу називалося Межиріччям, від часу закріпачення мало магдебурзьке право. У 1512 р. переведена на волоське право. Ймовірно ще у XVI століття присілком Вислічка була Тернавка. Сучасна назва з'явилася у XVII столітті.
До 1772 року село входило до складу Сяноцької землі Руського воєводства Речі Посполитої. З 1772 до 1918 року — у межах Сяноцького повіту Королівства Галичини та Володимирії монархії Габсбургів (з 1867 року Австро-Угорщини). З 1918 до 1939 років — Сяніцький повіт Львівського воєводства Польської Республіки.
У 1880 у селі були 131 будинок і 824 жителі (813 грекокатоликів, 3 римокатолики, 8 юдеїв).
У міжвоєнні роки в селі функціонувала читальня «Просвіта», споживчий кооператив «Верховина».
В 1939 р. в селі з 760 жителів села було 755 українців і 5 євреїв.
До 1945 р. в селі була греко-католицька церква св. Великомученика Димитрія, збудована в 1818 р. Належала до парохії Тернавка (до 1930 р. — Сяніцького деканату, з 1930 р. — Риманівського). Метричні книги велися з 1784 р.
В серпні 1944 року радянські війська оволоділи селом. Радянські окупанти насильно мобілізували чоловіків у Червону армію. За Люблінською угодою від 9 вересня 1944 року село опинилося в Польщі. Польським військом і бандами цивільних поляків почались пограбування і вбивства, у 1945 р. банда польських шовіністів вбила в селі щонайменше 5 українців. 25 квітня 1946 року 32-гим полком піхоти Війська польського все населення села гнане до станції Заршин, звідки вивезене в СРСР, а село спалене. 1969 р. тут поселились поляки.
У 1975—1998 роках село належало до Кросненського воєводства.

## Демографія
Демографічна структура станом на 31 березня 2011 року:
|          | Загалом | Допрацездатний вік | Працездатний вік | Постпрацездатний вік |
| -------- | ------- | ------------------ | ---------------- | -------------------- |
| Чоловіки | 79      | 32                 | 40               | 7                    |
| Жінки    | 84      | 30                 | 41               | 13                   |
| Разом    | 163     | 62                 | 81               | 20                   |